# Camille Keaton
Camille Keaton (geboren op 20 juli 1947 te Pine Bluff, Arkansas) is een Amerikaans actrice en model. Ze staat vooral bekend om haar rol als Jennifer Hills in de controversiële film I Spit on Your Grave uit 1978. Ze begon haar carrière in Italië en maakte haar filmdebuut als Solange Beauregard in de giallo-film What Have You Done to Solange? (1972), en speelde in verschillende andere Italiaanse horrorfilms tot het begin van de jaren zeventig. In 2015 heeft speelde Keaton haar rol als Jennifer Hills wederom voor de film I Spit on Your Grave: Deja Vu, die in 2019 werd uitgebracht.

## Filmografie
- What Have You Done to Solange? (1972)
- Tragic Ceremony (1972)
- Sex of the Witch (1973)
- Madeleine, Study of a Nightmare (1974)
- I Spit on Your Grave (1978)
- The Concrete Jungle (1982)
- Savage Vengeance (1993)
- Holy Hollywood (1999)
- Sella Turcica (2010)
- The Butterfly Room (2012)
- The Lords of Salem (2012), onvermeld
- Blood River (2013)
- Cabaret Diabolique (2015)
- Plan 9 (2015)
- Death House (2017)
- Terror in Woods Creek (2017)
- Me and Mrs. Jones (2018)
- I Spit on Your Grave: Deja Vu (2019)

- Bibliothèque nationale de France: cb17047818x (data)
- Gemeinsame Normdatei: 1062342844
- International Standard Name Identifier: 0000 0000 5048 5094
- Library of Congress Control Number: n2007020085
- Virtual International Authority File: 6839530
- WorldCat: E39PBJvhtBDhyfGyFfvtKkjcT3